# Kaiser Wilhelm der Grosse (лайнер)
Кайзер Вильгельм дер Гроссе (нем. SS Kaiser Wilhelm der Grosse — Император Вильгельм Великий) — немецкий трансатлантический лайнер, принадлежавший судоходной компании Северогерманский Ллойд. Головное судно типа «Кайзер», состоящего из 4 систершипов — кроме «Кайзер Вильгельм дер Гроссе» также «Кронпринц Вильгельм», «Кайзер Вильгельм II» и «Кронпринцессин Цецилия». Назван в честь первого императора Германской Империи Вильгельма. Судно стало знаменитым благодаря тому, что стало первым немецким судном, выигравшим Голубую Ленту Атлантики.

## Карьера

### Постройка, спуск на воду, первый рейс
Лайнер был построен на верфи «Вулкан» в Штеттине и был спущен на воду 4 мая 1897 года.
Он отправился в первый рейс 19 сентября того же года, из Бремерхафена в Нью-Йорк. В ноябре 1897 года, он установил рекорд скорости в пересечении Северной Атлантики, идя с запада на восток, а четыре месяца спустя лайнер перехватил Голубую Ленту Атлантики и в западном направлении, отобрав её у британского лайнера компании Кунард Лайн «Лукании». Он удерживал рекорды пока в июле 1900 года лайнер компании HAPAG «Дойчланд» не побил его в восточном направлении и в западном направлении в сентябре 1903 года. Факт, что немецкие суда отобрали этот знаменитый приз, в конечном счете, побудил Великобританию построить свой быстроходный дуэт — «Лузитанию» и «Мавританию».

### Дальнейшая карьера

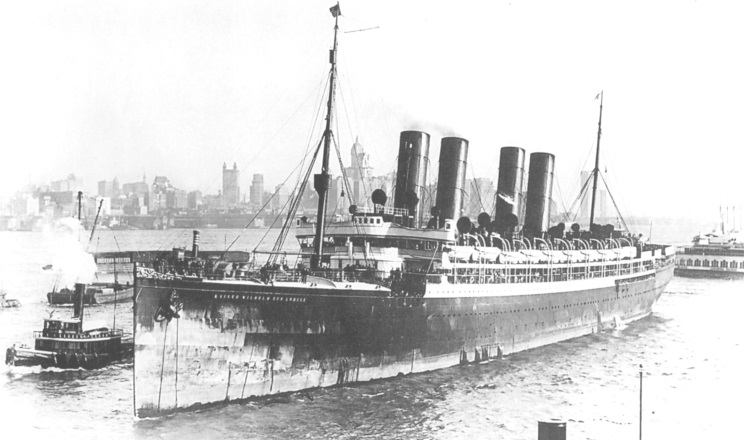
«Кайзер Вильгельм дер Гроссе» в Нью-Йорке

«Кайзер Вильгельм дер Гроссе» стал первым лайнером, на котором была установлена коммерческая беспроводная система телеграфии, когда компания Marconi оборудовала судно в феврале 1900 года.
Судно было также первым четырёхтрубным лайнером. Именно четыре трубы и станут признаком престижа и безопасности судов. Но в отличие от более поздних четырёхтрубных лайнеров у «Кайзера Вильгельма дер Гроссе» было лишь две шахты из котельных, которые наверху раздваивались. Это и есть причина расположения труб через неравные промежутки. Хотя как и многие другие четырёхтрубные лайнеры, он не нуждался в таком количестве труб. Хватило бы и двух.
Судно избежало мощного пожара у пирса Северогерманского Ллойда в Хобокене, Нью-Джерси, в июне 1900 года, который серьёзно повредил его компаньонов по линии — «Майн», «Бремен» и «Саале». Погиб 161 член команды судов.
В 1905 году на борту лайнера отправился в США на переговоры с японской делегацией С.Ю.Витте
В ноябре 1906 года, лайнер получил обширные повреждения, когда пытался подрезать нос британскому «Ориноко» (RMS Orinoco); пять пассажиров «Кайзера Вильгельма дер Гроссе» погибли при столкновении, а в борту судна образовалась пробоина 21 метр в ширину и 8 метров в высоту. Адмиралтейский суд признал виновным в происшествии немецкий лайнер.
В 1914 году лайнер был модернизирован для размещения дополнительно пассажиров 3 и 4 класса, чтобы максимально использовать судно для перевозки эмигрантов из Европы в Северную Америку.

## Первая мировая война

### Служба
В августе 1914 года судно был реквизировано Кайзеровским флотом и переоборудовано во вспомогательный крейсер SMS Kaiser Wilhelm der Grosse, предназначенный для набегов на торговые суда в Атлантике. Он был оснащен шестью 10,5 сантиметровыми орудиями и двумя 37 миллиметровыми орудиями. После того как он пропустил два пассажирских судна, потому что на их борту находилось много женщин и детей, он потопил два грузовых судна, а 26 августа 1914 года сам был потоплен.

### Гибель
Вспомогательный крейсер был застигнут врасплох, во время бункеровки углем у берегов тогдашней испанской колонии Рио-де-Оро (ныне Западная Сахара) в западной Африке, старым британским крейсером «Хайфлайер» (HMS Highflyer), вооруженным 6-дюймовыми орудиями. «Кайзер Вильгельм дер Гроссе» пытался отстреливаться, но вскоре у него закончились боеприпасы. Британские источники в это время настаивали, что «Кайзер Вильгельм дер Гроссе» затонул из-за повреждений, нанесенных крейсером. Какой бы причина не была, но «Кайзер Вильгельм дер Гроссе» был первым коммерческим рейдером, потерянным во время Первой мировой войны. Лайнер пролежал правым бортом над водой до 1952 года, пока не был разобран на металл.

## Галерея

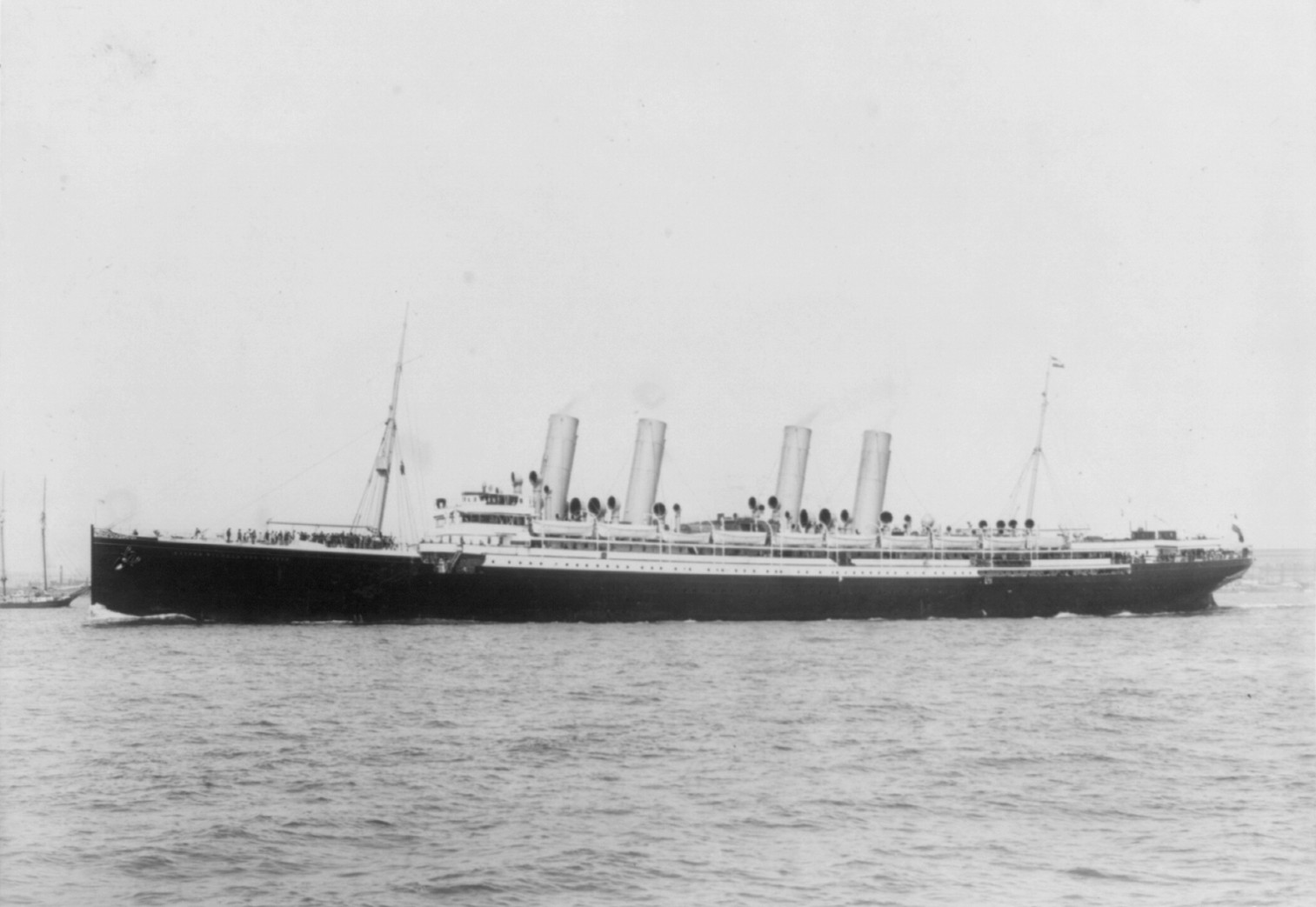
«Кайзер Вильгельм дер Гроссе» в порту в 1897 году.
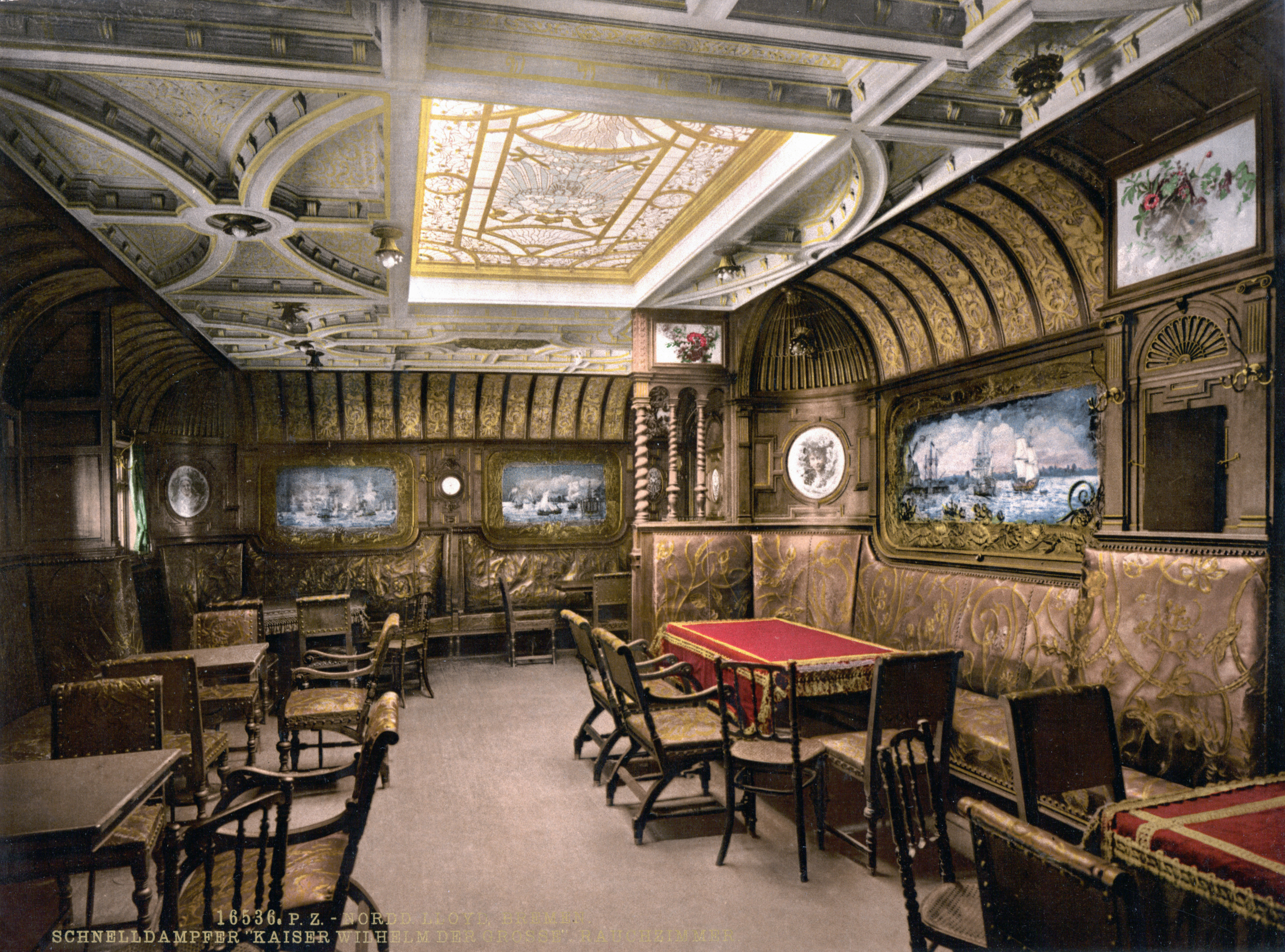
Курительная Первого класса (открытка ок. 1890−1905)
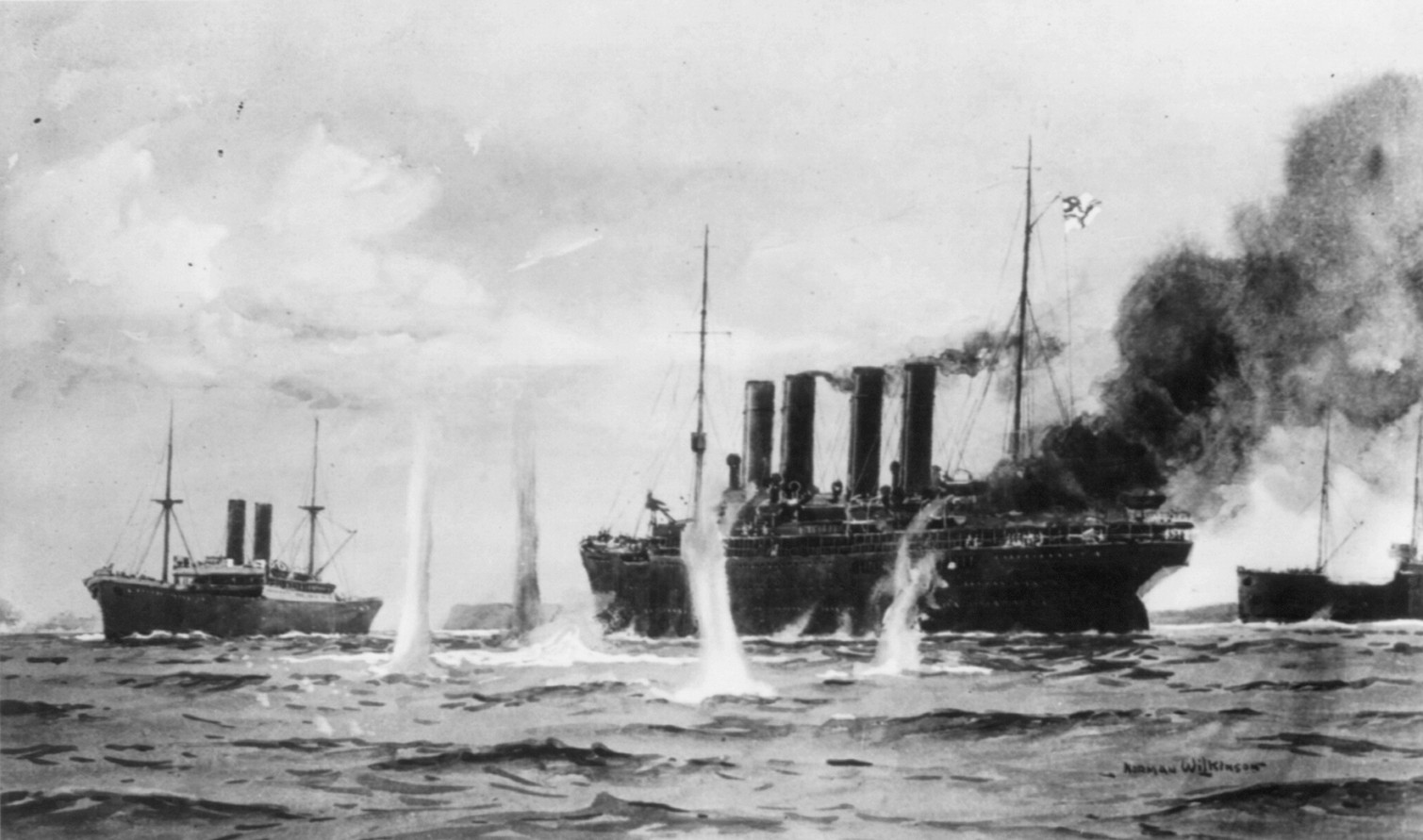
Битва у Рио де Оро (картина)
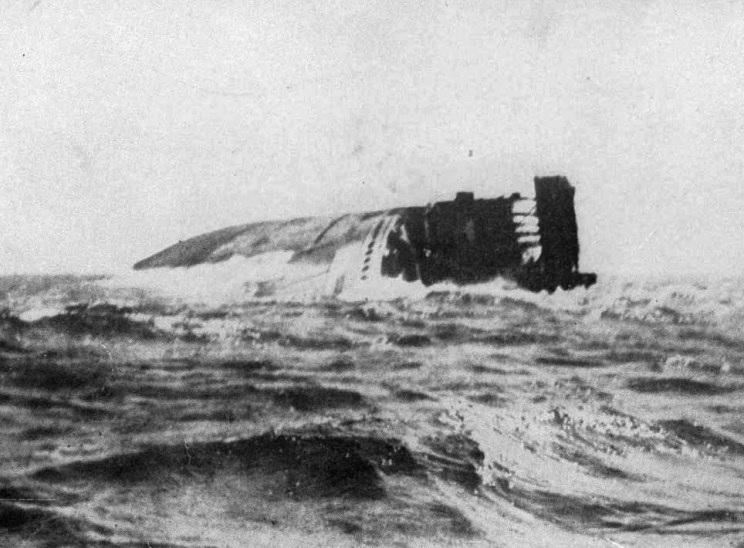
Остов «Кайзера Вильгельма» на мели (1914)